# 蔣耀宗
蔣耀宗（1726年—1794年），字思彥，號香洲，晚號薌龕，江南蘇州府吳縣人，清朝政治人物。

## 生平
蔣耀宗為蘇州婁關蔣氏家族蔣燦五世孫。本生高祖蔣圻（字胤侯，號雪菴，1617-1664）為蔣燦第三子，監生。曾祖蔣之逵為蔣圻次子，出嗣伯父蔣垣。祖父蔣文瀾，父蔣曰樑。母為兵部職方司員外郎章豫女。
蔣耀宗為蔣曰樑第五子，吳縣貢生。乾隆二十五年（1760年）任廣東石城縣知縣，署保昌縣知縣，授文林郎，調廣東海陽縣知縣，署南海縣知縣、番禺縣知縣，受兩廣總督李侍堯賞識，奏請升署廣州府海防同知，因事降調，三十七年（1772年）署湖南邵陽縣知縣，獲湖南巡撫梁國治賞識，任桃源縣知縣，三十九年（1774年）調武陵縣知縣，署茶陵州知州、祁陽縣知縣，四十一年（1776年）調長沙縣知縣，四十二年（1777年）復任武陵縣知縣，同年致仕歸鄉。以孫蔣兆鴻官，贈奉政大夫。

## 家庭
蔣曰樑有六子，蔣耀宗行五。長兄蔣光宗（娶胡會恩孫女）、次兄蔣希宗（河南歸德府知府）、三兄蔣紹宗、四兄蔣念宗及六弟蔣維鈞（原名蔣惇宗，編輯出版何焯著《義門讀書記》）。
蔣耀宗先後迎娶雲南按察使宋壽圖長女及次女。有六子：夫人宋氏生蔣厚培、蔣致遠、蔣學蘇；繼妻宋氏生蔣元復、蔣萬寧、蔣厚德。還有三女：夫人宋氏生長女嫁顧裕泰（顧濟美孫）；繼妻宋氏生次女嫁宋壽圖孫宋銛及三女嫁戴書培。裔孫諸多，包括曾孫蔣彬蔚等。

## 文學交往
蔣耀宗著有《自省草》，傳世文字有其與同鄉世交范來宗所著《詠春餅》聯句，是描述農曆新春吃春餅習俗的著名詩句。錢泳年譜載有乾隆四十八年（1783年）其與蔣耀宗、韓是升、彭紹升及陸恭等交往。